# 松前道広
松前 道広（まつまえ みちひろ）は江戸時代中期の大名。蝦夷地松前藩8代藩主。官位は従五位下美作守、志摩守。

## 生涯
宝暦4年（1754年）、7代藩主・松前資広の長男として誕生。幼少より文武に優れ、派手好きで傲慢な性格であったという。
明和2年（1765年）10月11日、父・資広の死去により、家督を相続する。同年10月15日、10代将軍・徳川家治にお目見えする。同年12月15日、従五位下志摩守に叙任する。
一橋治済、伊達家・島津家など反幕閣の人々や国学者で幕府から目を付けられていた高山彦九郎と交友し、吉原の遊女を妾にするなど遊興費も多かった。そのため商人からの借金がかさんで藩政は窮乏、幾度も幕府から注意を受けたという。
対外的には強硬で、ロシアからの通商要請を拒否。寛政元年（1789年）には、国後島や目梨地方で起こったアイヌの反乱（クナシリ・メナシの戦い）に新井田正寿・松井広次らを派遣して鎮圧した。寛政4年（1792年）10月28日、隠居し、長男・章広に家督を譲った。隠居後、通称を大炊頭、美作守に改める。
寛政8年（1796年）、イギリス船・プロビデンス号がアプタ沖（現北海道虻田郡洞爺湖町）に出没した時も、既に隠居していたにも拘わらず、息子の章広や家臣の反対を押し切り出陣した。
文化4年（1807年）3月26日、藩主在任中の海防への取り組みや素行の悪さを咎められて、幕府から謹慎（永蟄居）を命じられる。この背景には元家臣の讒言があったとも言われる。文政5年（1821年）3月18日、謹慎を解かれる。
天保3年（1832年）6月20日、江戸で死去。享年79。

## 系譜
父母
- 松前資広（父）
- 弁子 ー 八条隆英の娘（母）

正室
- 敬姫（知子）ー 花山院常雅の娘

側室
- 平田氏

子女
- 松前章広（長男）生母は平田氏（側室）
- 男
- 蠣崎広匡
- 竹子 ー 藤倉保春室
- 増子 ー 小林義明室
- 娘
- 杉村治義
- 松前広純
- 松前幸之助
- 松前連之助
- 澄子（四女）
- 岩子（五女）
- 琴子（六女）

## 関連作品
小説
- 船戸与一『蝦夷地別件』（1995年）

テレビドラマ
- べらぼう〜蔦重栄華乃夢噺〜（2025年、NHK大河ドラマ、演：えなりかずき）